# Laura Brioli
Laura Brioli (* 6. Dezember 1967 in Rimini) ist eine italienische Opernsängerin (Mezzosopran).

## Leben
Laura Brioli erreichte einen Studienabschluss in Literatur und Sprachen an der Universität Urbino. 1995 nahm sie an einer Master-Klasse zur Gesangsausbildung an der Oper von Modena teil, zu deren Dozenten Luciano Pavarotti gehörte. Brioli besuchte 1996 das Seminar Accademia Rossiniana unter der Leitung von Alberto Zedda in Pesaro. Darauf folgte ihr Debüt am Teatro Verdi di Sassari in der Hosenrolle des Cherubino in Le nozze di Figaro.
Brioli begann ihre Karriere mit Rollen aus dem Belcanto-Repertoire wie in den Rossini-Opern Il barbiere di Siviglia, L’italiana in Algeri, Il turco in Italia und La Cenerentola. Nach einigen Jahren wechselte sie in das dramatischere Fach, und sang nun Rollen wie die Charlotte aus Werther, die Titelrolle aus Carmen, die Maddalena aus Rigoletto, Laura aus La Gioconda, Amneris aus Aida, Azucena aus Il trovatore, Eboli aus Don Carlos, Santuzza aus der Cavalleria rusticana und Fenena aus Nabucco.

## Diskografie
- 2001: Juditha triumphans von Vivaldi, mit Laura Brioli in der Rolle der Ozias. (Warner Music Germany 8573-85747-2)
- 1999: Laura Brioli – Portrait mit Arien aus den Opern Italienerin in Algier, Cenerentola, Barbier von Sevilla, Figaro, Così fan tutte, Hoffmanns Erzählungen, Carmen und Mignon. (BMG Ariola, Arte Nova Classics 74321-67514-2)